# 찬란함의 무덤
《찬란함의 무덤》(영어 : Cemetery of Splendour, 태국어 : รักที่ขอนแก่น / Rak ti Khon Kaen) 은 2015년에 개봉한 아피찻퐁 위라세타쿤 감독의 드라마 영화이다.